# Евстахий I Гренье
Евста́хий (Эста́ш) I де Гренье (фр. Eustache Granier; XI век — 15 июня 1123) — граф Сидона с 1110, коннетабль Иерусалимского королевства.

## Биография
Родом из северной Франции. Вместе с Гуго II де Сен-Полем входил в свиту Готфрида Бульонского во время Первого крестового похода. 
Принял участие в битве при Рамле в 1105 году и в осаде Триполи в 1109 году. В Триполи выполнял функции посланника короля Балдуина I для урегулирования спора за наследство между Гийомом Иорданом и Бертраном Тулузским, племянником и сыном Раймунда IV Тулузского. 
В 1110 году получил Сидон от Балдуина I после того, как город был захвачен при помощи норвежского конунга Сигурда I Крестоносца. К тому моменту он уже был сеньором Цезареи, захваченной в 1101 году и переданной ему во владение между 1101 и 1110 годами. 
Вскоре женился на Эмме, племяннице патриарха Арнульфа де Роол, и получил Иерихон и доходы от него, которые были прежде в ведении церкви. Принимал участие в осаде Шайзара, не завершившейся успехом, и взятии Тира. При взятии Тира руководил сооружением осадных машин. 
В 1120 году участвовал на совете в Наблусе, созванном Балдуином II, на котором были утверждены первые законы королевства. 
В 1123 году, когда Балдуин II попал в плен, был избран коннетаблем и регентом королевства. Будучи регентом, отразил вторжение египтян в битве недалеко от Ибелина, 29 мая 1123 года. Вскоре после этого (15 июня) он умер, его преемником на посту коннетабля стал Гильом де Бюр. 
Евстахий I Гренье был похоронен в аббатстве Св. Марии Латинской.
С Эммой у Евстахия было два сына, Евстахий II и Готье I, которые наследовали ему в Сидоне и Цезарее соответственно, и были важными фигурами местного масштаба. Его вдова, Эмма, вышла замуж второй раз, за Гуго II де Пюизе. Согласно Фульхерию Шартрскому он был «стойким и честным человеком». А Вильгельм Тирский назвал его «умным и сообразительным, с огромным опытом в военном деле».